# Fronteira Moçambique–Zâmbia
A fronteira entre Moçambique e Zâmbia é a linha que de 419 km de extensão, sentido oeste-leste, separa o leste do sul de Zâmbia, província Oriental da província de Tete - Moçambique. Se estende entre a tríplice fronteira Zâmbia-Moçambique no oeste, por onde passa o Rio Zambeze, e a fronteira tripla dos dois países com Malaui, próxima a Chipata (Zâmbia).

## História
Zâmbia (antiga Rodésia do Norte) formou, juntamente com a Niassalândia (atual Malawi) e a Rodésia do Sul (atual Zimbábue), a Federação da Rodésia e Niassalândia a partir de 1953. Esta se desfez em 1963 e em 1964 a Zâmbia tornou-se independente do Reino Unido. Moçambique obteve sua independência de Portugal em 1975. Esses eventos marcaram a oficialização dessa fronteira.
Durante a Guerra da Independência de Moçambique, muitos refugiados que fugiam dos combates no território moçambicano atravessaram a fronteira.

## Passagens de fronteira
Existem três pontos de passagem de fronteira e o principal fica perto de Mlolo (Zâmbia) e na povoação mais remota de Cassacatiza (Moçambique). A maioria dos viajantes escolhe viajar entre os dois países via Malawi. Da cidade de Zumbo (Moçambique) pode-se chegar à cidade zambiana de Luangwe através de pequenos barcos. 